# Abbaye de la Guiche
L’Abbaye de la Guiche (XIIIe siècle), située sur le territoire de la commune de Chouzy-sur-Cisse, dans le département de Loir-et-Cher, le long de la route qui relie cette commune à celle de Chambon-sur-Cisse, est une ancienne abbaye de Clarisses, inscrite à l'inventaire supplémentaire des monuments historiques de France.

## Histoire
Jean de Châtillon et sa femme Alix font construire l'abbaye, à partir de 1273, laquelle est achevée en 1277. Elle connut ses heures de gloire pendant les cinq siècles suivants. Supprimée canoniquement en 1787, elle fut mise en adjudication et vendue aux enchères au titre des biens nationaux d'églises en 1791.
Il n'en subsiste que quelques vestiges, gardés par les propriétaires successifs, y compris la famille Comberousse depuis 1929.

### Liste des abbesses
- 1285-1301 : Julienne de Troyes
- 1301-1315 : Églantine
- 1315-1333 : Isabelle Ire de Marrey
- 1333-1345 : Jeanne Ire de Montlion
- 1345-1362 : Mathilde
- 1362-1396 : Jacqueline de Pons
- 1396-1421 : Isabelle Ire de Blois
- 1421-1458 : Philippine Ire de Sainte-Maure
- 1458-1469 : Jeanne II
- 1469-147? : Philippine II de Sainte-Maure
- 147?-1483 : Perrine de Laubespine
- 1483-1510 : Jeanne III Bretonne
- 1510-1511 : Anne Ire de Bailleul
- 1511-1514 : Marguerite Ire de Vaux
- 1514-1528 : Isabelle II de Bacon
- 1528-1540 : Jeanne IV de Châteaubriant
- 1540-1556 : Jeanne V Phélippeaux
- 1556-1558 : Anne II de Prunelay
- 1558-1562 : Madeleine Maillon
- 1562-1575 : Marguerite II Rousseau
- 1575-1577 : Marie Ire Boudet
- 1577-1579 : Françoise Ire Le Boucher
- 1579-1607 : Gabrielle de Baugé
- 1607-1608 : Françoise II Griard
- 1608-1627 : Marie II Guyot
- 1627-1629 : Florimonde de Pelloquin
- 1629-1638 : Marthe Bouquin
- 1638-1646 : Marie III de Prunelay d’Eneval
- 1646-1650 : Marie IV Le Chappelier
- 1650-1661 : Marguerite III Daguier
- 1661-1664 : Hélène Ire Doucin de Putereau
- 1664-1670 : Jacqueline du Plessis de Beaujeu
- 1670-1670 : Marie II de Bragelongne
- 1670-1677 : Éléonore-Marie de Robusse
- 1677-1681 : Marie VI de Vernaison (1)
- 1681-1684 : Michèle de Réméon (1)
- 1684-1687 : Élisabeth Drouillon de La Bourdonnière (1)
- 1687-1689 : Hélène II Madeleine Cabret
- 1689-1695 : Marie VI de Vernaison (2)
- 1695-1698 : Michèle de Réméon (2)
- 1698-1701 : Élisabeth Drouillon de La Bourdonnière (2)
- 1701-1704 : Marguerite IV Butel (1)
- 1704-1705 : Marie VI de Vernaison (3)
- 1705-1712 : Louise Ire de Saujon
- 1712-1713 : Louise II de Lescour
- 1713-1714 : Marguerite IV Butel (2)
- 1714-1717 : Élisabeth Drouillon de La Bourdonnière (3)
- 1717-1726 : Jeanne VI de Campet de Soyon
- 1726-1735 : Catherine de Sirringe
- 1735-1741 : Louise II de Merlin-Desgats
- 1741-1747 : Marguerite V de Regnard de Billy
- 1747-1753 : Anne III Mahy de Boismartin
- 1753-1787 : Marie VII Anne de Lionne de Fresnes

Source : Dictionnaire d'Histoire et de Géographie Ecclésiastique

## Vestiges
De l'église abbatiale, de style gothique primitif, il ne reste aucune trace. Les stalles basses du chœur en ont été réparties entre les églises paroissiales d'Herbault et de Coulanges : ce sont des spécimens de ces sculptures sur bois qui trouvaient place sous la partie rabattue des sièges, appelées miséricordes, que l'on pouvait éventuellement relever pour atténuer l'effort de la longue station debout pendant les offices ; les motifs en sont de personnages, d'animaux et de feuillages.
Subsistent quatre pierres tombales, et deux gisants(Jean et Guy de Châtillon) dans une petite chapelle édifiée à l'emplacement du sanctuaire de l'abbatiale en 1810. Y a été aussi préservé un devant d'autel en bois polychrome du XVIIe siècle représentant le Christ et les Apôtres.
L'aile ouest du monastère a été conservée en partie : on peut encore y admirer une galerie de cloître, couverte d'une charpente de châtaignier longue de 27 m, en berceau brisé, supportée par 21 colonnes trilobées à écoinçons ajourés. Cette galerie est adossée à un bâtiment abbatial monumental de 55 m sur 22 m, au rez-de-chaussée duquel on peut accéder à un vaste cellier de style gothique, en deux nefs de huit travées voutées sur ogives, dont le sol est en terre battue. À l'entrée de ce cellier, quelques restes d'un pressoir monumental.

## Visites
Possibles en été.